# 1994年冬季残疾人奥林匹克运动会意大利代表团
1994年冬季残疾人奥林匹克运动会意大利代表团是意大利派出的1994年冬季残疾人奥林匹克运动会代表团。获得7枚银牌和6枚铜牌。